# Procuraduría de Criminalidad Económica y Lavado de Activos
La Procuraduría de Criminalidad Económica y Lavado de Activos (PROCELAC) es una unidad especial de investigación dependiente de la Procuración General de la Nación en Argentina dedicada a realizar y recibir denuncias, investigar y recuperar activos relacionados con crímenes económicos como el lavado de dinero, la evasión tributaria, el fraude bancario, el financiamiento del terrorismo, el contrabando y otros delitos contra la Administración pública. Fue creada por la Procuradora Alejandra Gils Carbó a través de la Resolución PGN N° 914/12, el 20 de diciembre de 2012. Desde su creación la unidad está a cargo del fiscal Carlos Gonella.
Se organiza en seis áreas de trabajo
- Delitos Tributarios y Contrabando
- Lavado de activos y financiamiento del terrorismo
- Delitos contra la administración pública
- Fraudes Económicos y Bancarios
- Mercado de Capitales
- Concursos y Quiebras